# Xot de Carolina
El xot de Carolina o xot americà comú (Megascops asio) és un ocell rapinyaire nocturn de la família dels estrígids (Strigidae). Habita els boscos de la meitat oriental dels Estats Units, a l'est de les muntanyes Rocoses, i zones limítrofes de Mèxic i el Canadà.El seu estat de conservació es considera de risc mínim.